# Movimiento nacional tunecino
El movimiento nacional tunecino designa, en su conjunto, el movimiento sociopolítico surgido a inicios del siglo XX que llevó a la lucha contra el Protectorado francés en Túnez para obtener finalmente la independencia del país el 20 de marzo de 1956.
Inspirado en la ideología de los Jóvenes Turcos y por las experiencias reformistas llevadas a cabo en Túnez en la segunda mitad del siglo XIX, la reunión de notables tradicionalistas —abogados, médicos o periodistas— poco a poco dio paso a una organización político cada vez mejor estructurada por las nuevas élites formadas en Francia y capaces de movilizar a sus partidarios para enfrentar, si surgía la necesidad, a las autoridades del protectorado para defender sus demandas ante el gobierno francés. La estrategia adoptada por el movimiento alternó entre las negociaciones y los enfrentamientos armados, en función de los acontecimientos que afectaban a los países de la cuenca del Mediterráneo en la primera mitad del siglo XX. El apoyo prestado al movimiento político por los poderosos sindicatos obreros o los movimientos feministas en el contexto de una renovación de la cultura tunecina, en el plano intelectual o musical, contribuyó a la afirmación de la identidad nacional que se verá reforzada por los sistemas políticos y educativos después de la independencia.
Así, el movimiento nacional fue un conjunto compuesto por grupos muy diversos, pero unidos, ya que fue el resultado de fuerzas sociales crecientes a partir de los años 1930: pequeña burguesía incorporada a la economía capitalista, nuevas élites occidentalizadas y una clase obrera organizada y, por tanto, sensible a las reivindicaciones sociales.